# Операция «Нижняя юбка»
Операция «Нижняя юбка» (англ. — Operation Petticoat) — американская комедия 1959 года, посвящённая субмарине времен Второй мировой войны, сделанная с помощью технологии Eastmancolor продюсером Робертом Артуром и режиссёром Блейком Эдвардсом, в которой в главных ролях сыграли актёры Кэри Грант и Тони Кёртис.
Фильм в виде флэшбека рассказывает о злоключениях вымышленной подводной лодки ВМС США «Морской тигр» (в дальнейшем USS Seatiger) в первые дни участия США во Второй мировой войне. Некоторые элементы сценария были позаимствованы из реальных событий, которые произошли с несколькими субмаринами Тихоокеанского флота США во время войны. Среди прочих участников съёмочной группы было несколько актёров, которые впоследствии стали телевизионными звездами в 1960-х и 1970-х годах: Гэвин МакЛауд из Лодки любви и Флота МакХэйла, Мэрион Росс из Счастливых дней и Дик Сарджент из Моя жена меня приворожила.
Пол Кинг, Джозеф Стоун, Стэнли Шапиро и Морис Ричлин за свою работу над сценарием были номинированы на премию Оскар. Фильм послужил основой для телесериала 1977 года с Джоном Эстином в роли Гранта.

## Сюжет
В 1959 году контр-адмирал ВМС США Мэтт Шерман (Кэри Грант), прибывает на устаревшую подводную лодку USS Seatiger за 3 часа, как она должна быть списана и отправлена на свалку. Шерман, её первый командир, в ожидании нынешнего капитана подводной лодки, начинает читать свой судовой журнал, вспоминая былые события.
10 декабря 1941 года японский воздушный налёт потопил USS Seatiger во время его стоянки на верфях Базы ВМС Кэвит Нави Ярд на Филиппинах. Лейтенант-коммандер Шерман и его команда начинают ремонтные работы в надежде отплыть в Дарвин, Австралия, прежде чем японцы захватят порт. Полагая, что возможности починить подводную лодку нет, командующий эскадрой переводит большую часть экипажа на другие лодки, но обещает Шерману, что при первой же возможности он пришлёт ему пополнение. На лодку прибывает младший лейтенант Ник Холден (Тони Кёртис), адъютант адмирала, невзирая на то, что он крайне неопытен в морском деле.
Однако Холден проявляет большое мастерство хозяйственника, после чего Шерман назначает его офицером снабжения. Он объединяется с морским сержантом Рамоном Галлардо, беглым заключённым, которого поймали на краже казённого имущества штаба для открытия собственного ресторана в Маниле, чтобы получить крайне необходимые для ремонта лодки материалы, и убеждает капитана назначить Рамона корабельным коком. То, что Холден и его люди не могут приобрести на складах базы, они добывают во время «полуночных реквизиций» из различных военных и гражданских источников.
Старший моторист Мейт Тостин (Артур О’Коннелл) ранее доложил Шерману, что два дизеля он восстановил, но вот остальные пришлось разобрать на запчасти и первый дизель чадит. Перегруженный, и едва восстановивший мореходные качества, с единственным из четырёх полностью рабочим дизелем, USS Seatiger отправляется в море после того, как местный шаман производит ритуальные танцы для благословения лодки и изгнания дьявола. Когда лодка отходит, выпуская клубы дыма из неисправного дизеля, шаман снимает маску и грустно говорит: «Нет, не дойдут…»
USS Seatiger достигает Мариндуке, где Шерман неохотно соглашается принять на борт пять отставших от эвакуации медсестёр. Холден сразу же начинает ухаживать за младшим лейтенантом Барбарой Дюран (Дина Меррилл), в то время как у Шермана происходят несколько неловких столкновений с хорошенькой, но неуклюжей лейтенантом Долорес Крэндалл (Джоан О'Брайен). Позже, когда Шерман готовится атаковать вражеский танкер перевозящий нефть, пришвартованный к пирсу, Крэндалл случайно нажимает кнопку «огонь», прежде чем успевают навести торпеду — та промахивается мимо танкера, выскакивает на берег и «топит» грузовик. USS Seatiger отступает под градом осколков.
Шерман пытается высадить медсестёр на берег на острове Себу, но армия отказывается принять их, поскольку японцы наступают и они готовятся к партизанской войне. Не в состоянии получить необходимые припасы из официальных источников, Шерман позволяет Холдену «открыть» казино, чтобы получить их от солдат, которые вымели дочиста склады, унося их на холмы для обороны. Старшему торпедисту Моламфри требуется грунтовка для покраски корпуса лодки. Холдену удаётся добыть лишь красную и белую, но им не хватает ни той, ни другой, чтобы покрасить весь корпус. Они смешивают всё вместе, в результате чего получается бледно-розовая грунтовка и капитан неохотно разрешает её использовать. Японский воздушный налёт заставляет поспешно отплыть, прежде чем экипаж успевает нанести верхний слой тёмно-серого цвета.
Токийская роза глумится над таинственной розовой субмариной, в то время как военно-морской флот США считает это уловкой японцев, и приказывает, чтобы её немедленно потопили. Американский эсминец замечает USS Seatiger и открывает огонь, а затем сбрасывает глубинные бомбы после погружения субмарины. Шерман пробует выпустить масляное пятно, а затем через торпедный аппарат выбрасывает одеяла, подушки и спасательные жилеты, но обман не удаётся. По предложению Холдена Шерман выбрасывает нижнее бельё медсестёр, лежащее в торпедном отсеке после стирки. Бюстгальтер Крэндалл убеждает капитана эсминца, что «у японцев нет ничего подобного», и он прекращает огонь. USS Seatiger, все ещё окрашенный в розовый цвет, прибывает в Дарвин побитым, но своим ходом.
Воспоминания Шермана заканчиваются прибытием на борт нового капитана USS Seatiger Ника Холдена вместе с женой (бывший лейтенантом Дюран) и двумя сыновьями. Шерман сообщает Холдену, что через месяц поступит новая атомная подводная лодка с тем же именем, и что Холдену ею командовать. Жена Шермана (бывший лейтенант Крэндалл) с четырьмя дочерьми опаздывает в порт и врезается в машину Шермана так, что ту бросает вперед и она сцепляется бамперами с автобусом ВМС. Когда автобус отъезжает, таща за собой автомобиль, Шерман заверяет свою жену, что его остановят у главных ворот. Командующий Холден выводит USS Seatiger в его последний поход, и всё это сопровождается искрами и шлейфом дыма от дизельного двигателя № 1, который по-прежнему проблематичен после всех этих лет.

## В ролях
- Кэри Грант — Капитан (позже Контр-Адмирал) Мэтью Т «Мэт» Шерман
- Тони Кёртис — Младший лейтенант (Позднее капитан) Николас «Ник» Холден
- Джоан О’Брайен[англ.] — Лейтенант Долорес Крэндалл
- Дина Меррилл — Лейтенант Барбара Дюран
- Джин Эванс — Старший торпедист «Мо» Моламфри
- Дик Саржент — Энсин Стоволл
- Артур О Коннели — помщник старшего механика Сэм Тостин
- Вирджиния Грегг — Майор Эдна Хейворд
- Роберт Ф. Саймон[англ.] — Капитан Дж. Б. Хендерсон
- Роберт Гист[англ.] — Лейтенант Ватсон, старший помощник Шермана
- Джордж Данн[англ.] — Пророк
- Дик Крокетт[англ.] — Старшина Хармон
- Мэдлин Рю[англ.] — Лейтенант Рид
- Мэрион Росс — Лейтенант Колфакс
- Кларенс Ланг[англ.] — Сержант Рамон Галлардо
- Фрэнки Дарро[англ.] — фельдшер 3 класса Дули
- Роберт Ф. Хой[англ.] — Райнер
- Ники Блэр — Матрос Краус
- Джон В. Морли — Вильямс
- Рэй Остин — Матрос Остин

## Производство
Кёртису принадлежит заслуга съёмок "Операции «Нижняя юбка». Он поступил на службу в ВМФ США во время Второй мировой войны с намерением стать подводником отчасти потому, что его герой, Кэри Грант, появился в фильме «Курс на Токио» (1943). После того, как он стал звездой, Кёртис предложил снять фильм, в котором бы Грант смотрел в перископ, как он это делал в «Курсе на Токио». Кёртису очень понравилось работать с Грантом.
Популярный актёр на Universal-International Джефф Чендлер изначально собирался сыграть роль Мэтта Шермана, но вместо этого снялся в фильме «Партизаны». Тина Луиз отказалась от роли одной из медсестер, поскольку она чувствовала, что в фильме было слишком много сексуальных шуток.
Операция «Нижняя юбка» была снята при широкой поддержке Министерства обороны и ВМС США. Большая часть съёмок была сделана на военно-морской базе Ки-Уэст и её окрестностях, которая сейчас является Базой Трумэна комплекса морской авиации во Флориде, заменивший Филиппины и Австралию. Съёмки послевоенного времени 1959 года проходили в комплексе ВМФ в Сан-Диего, Калифорния.
Для съёмок субмарины USS Seatiger использовались три различных подводные лодки времен Второй мировой войны типа Balao.
- USS Seafish в начальных сценах фильма, показывающих приблизительно 1959 год. — на её рубке видны цифры «393».
- USS Archerfish для всех сцен Второй мировой войны, где подлодка была окрашена в стандартные чёрные и серые тона.
- USS Balao для всех сцен Второй мировой войны, где подлодка была окрашена в розовый цвет.

## Историческая достоверность
Сценарий ошибается в том месте, где говорится, что USS Seatiger в 1941 году направлялся в Дарвин на встречу с тендером Bushnell. Bushnell не был введён в строй до 1943 года.
Некоторые моменты сюжета "Операции «Нижняя юбка» были основаны на реальных инцидентах, таких как:
- Эвакуация одной медсестры ВМФ и нескольких армейских медсестер из Коррегидора[англ.] в Австралию с помощью подводной лодки USS Spearfish[6].
- Затопление подводной лодки USS Sealion у судостроительной верфи в Кавите на Филиппинах[7].
- Торпедирование автобуса подводной лодкой USS Bowfin[8].
- Письмо капитана Шермана в отдел снабжения в Кавите о необъяснимом отсутствии туалетной бумаги (на основании фактического письма в отдел снабжения военно-морской верфи Маре-Айленд[англ.] капитан-лейтенанта Джеймса Виггинса «Красного» Коу подводной лодки USS Skipjack[9][10].
- Необходимость окрашивать подводную лодку в розовый цвет из-за отсутствия достаточного количества красного или белого свинцового грунта: тепло от пожара на USS Sealinion также повредило чёрную окраску стоявшей рядом другой подлодки USS Seadragon и ей пришлось некоторое время воевать окрашенной красной грунтовкой. Это вызвало насмешки Токийских Роз над «американскими пиратскими субмаринами»[11].
- Другой возможный источник для «розовой» подводной лодки — украшенный USS Harder, которым командовал Сэмюэль Дэвид Дили. Полагая, что розовый оттенок поможет с маскировкой, особенно на рассвете и в сумерках, Дили добавил розовый к светло-серому, который был стандартом для одной 32 цветовых схем окраски судов военно-морского флота.

## Приём
"Операция «Нижняя юбка» стала хитом у зрителей и критиков. Обзор в Variety был типичным: «Операция „Нижняя юбка“ весит не больше мешка с перьями, но в ней много смеха. Кэри Грант и Тони Кёртис превосходны, а режиссёр Блейк Эдвардс ведёт фильм с безумным темпом».
Гораздо более сдержанный комментарий поступил от Босли Краузер из «Нью-Йорк Таймс», который отметил в своём обзоре от 8 декабря 1959 года, что обустройство женщин на боевой подводной лодке было проблематичным. «И это очевидная сложность, на которой демонстративно основаны, по меньшей мере, 60 процентов остроумия и шуток в фильме. Как разместить медсестер в крайне ограниченном пространстве, как объяснить им функционирование туалетов, как заставить моряков сосредоточиться на своей работе — это бесконечные мелкие проблемы, которые раздражают командира Гранта».

## Кассовые сборы
Операция «Нижняя юбка» стала огромным кассовым хитом, поставив её на 3 место в 1960 году, собрав 6 800 000 долларов. Операция «Нижняя юбка» шла сразу за фильмом Альфреда Хичкока «Психо» (сборы — 8 500 000 долларов США), в то время как фильмом, занявшим первое место в 1960 году, стал «Бен-Гур» (сборы — 17 300 000 долларов США).
Гонорар Кэри Гранта, благодаря его контракту, превысил 3 миллиона долларов, что сделало Операцию «Нижняя юбка» для него его самым прибыльным фильмом.

## Награды
В 1960 году фильм был номинирован на премию Оскар за лучший сценарий и сюжет и премию Золотой Глобус. Также был призёром кинопремии Лорел за лучший комедийный фильм и лучшую мужскую роль в исполнении Кэри Гранта. Также он был номинирован на премию Гильдией сценаристов США за лучший сценарий.

## Телесериал 1977 года

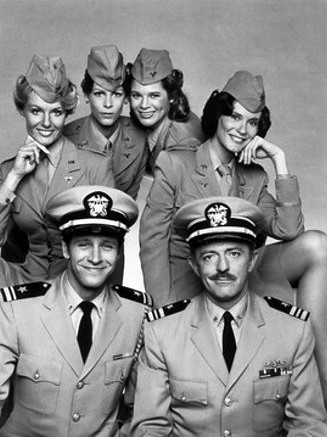
Актёры, снявшиеся в первом сезоне телесериала, начиная с заднего плана слева направо: Дорри Томсон, Джейми Ли Кертис, Мелинда Науд, Бонд Гидеон. На переднем плане слева направо: Гиллиланд, Ричард, Джон Эстин.

В 1977 году сюжет «Операции „Нижняя юбка“» был адаптирован для сериала на ABC-TV. Всего было выпущено 32 эпизода (22 в сезоне 1, 10 в сезоне 2), которые транслировали с 17 сентября 1977 года по 10 августа 1979 года. Изначально на роль капитана Шермана был приглашен Джон Эстин, который и снялся в первом сезоне, роль лейтенанта Дюран исполнила дочь Тони Кёртиса Джейми Ли Кёртис. Во втором сезоне телесериала бо́льшая часть актёрского состава была заменена, что привело к падению рейтингов у зрителей и закрытию проекта.